# Yvonne Clark
Yvonne Y. Clark, aussi connue comme Y.Y. Clark, née Georgianna Yvonne Young, le 13 avril 1929 à Houston et morte le 27 janvier 2019 à Nashville, est une ingénieure afro-américaine. Elle détient un Bachelor of Science en génie mécanique de l'université Howard de Washington, ainsi qu'une maîtrise en gestion de l'ingénierie (Engineering Management) de l'université Vanderbilt, au Tennessee. Elle est membre du corps professoral du Collège d'ingénierie et de technologie de l'Université d'État du Tennessee, avant d'y devenir professeure émérite.
Elle est considérée comme une pionnière, en tant que femme et en tant qu'Afro-Américaine, puisqu'elle est notamment la première femme à obtenir un diplôme en génie mécanique à l'université Howard et la première femme ingénieure à enseigner à l'université d'État du Tennessee.

## Biographie

### Jeunesse et éducation
Georgianna Yvonne Young naît le 13 avril 1929 à Houston, au Texas, et grandit à Louisville, dans le Kentucky,,. Son père, Coleman Milton Young Junior, est médecin et chirurgien, et sa mère, Hortense Houston Young, est bibliothécaire et journaliste au Louisville Defender (en). Son frère, C. Milton Young III, deviendra médecin. Enfant, elle adore construire et réparer des objets, mais n'a pas le droit de suivre des cours de dessin technique à l'école parce qu'elle est une fille. Au lycée, elle suit cependant un cours d'aéronautique et rejoint la patrouille aérienne civile de l'école, où elle apprend à tirer et suit des cours de pilotage dans un simulateur. En cela, des pilotes afro-américains proches de la famille l'ont inspirée.
En 1945, âgée de 16 ans, elle obtient son diplôme d'études secondaires ; elle passe les deux années suivantes à étudier à la Boston Latin School de Boston, puis à la Roxbury Memorial High School For Girls. Bien qu'initialement reçue à l'université de Louisville, elle y est refusée lorsque celle-ci, qui a une politique de ségrégation raciale, se rend compte qu'elle est Afro-Américaine. Le Kentucky finance alors ses études à l'Howard, une université historiquement noire de Washington. Yvonne Young devient en 1951 la première femme à obtenir un diplôme en génie mécanique de l'université Howard— où elle est aussi l'unique femme dans une classe formée quasiment uniquement d'anciens combattants de la Seconde Guerre mondiale. Elle reçoit son diplôme non pas lors de la cérémonie officielle regroupant 300 diplômés, mais dans le bureau du président de l'université, parce qu'elle est une femme. Après l'obtention de son diplôme, elle constate que « le marché du travail de l'ingénierie n'[est] pas très réceptif aux femmes, en particulier aux femmes de couleur ». En 1960, elle obtient sa licence d'ingénieure professionnelle.
En 1972, Yvonne Young est la première femme afro-américaine à obtenir une maîtrise en gestion de l'ingénierie (Engineering Management) de l'université Vanderbilt, quelque temps après l'entrée des premiers étudiants afro-américains dans son département d'ingénierie,. Sa thèse est intitulée « Concevoir des procédures pour la gestion des flux de matériaux dans les grands projets de reconstruction dans l'industrie du verre ».

### Carrière
Le premier emploi d'Yvonne Young est au Frankford Arsenal Gauge Lab, une usine de munitions de l'armée américaine à Philadelphie. Elle rejoint ensuite un label discographique, RCA Camden, dans le New Jersey, pour y concevoir des équipements électriques,. Yvonne Young devient à partir de 1956 la première femme membre du département de génie mécanique de l'université d'État du Tennessee. Elle préside ce département à deux reprises, d'abord de 1965 à 1970, puis à partir de 1977 pour 11 ans. Elle prend ensuite sa retraite.
Yvonne Clark aide à lancer le chapitre Pi Tau Sigma (en), une société d'ingénierie mécanique, de l'État du Tennessee. Elle s'efforce vivement d'encourager les femmes à devenir ingénieures et indique en 1997 que 25 % des étudiants de son département sont des femmes.
Yvonne Clark travaille aussi pour la NASA et les groupes Westinghouse et Ford.

### Vie privée
En 1955, Yvonne Young retourne dans le sud des États-Unis pour épouser William F. Clark Junior, professeur de biochimie au Meharry Medical College (en). Son mari est originaire de Raleigh, en Caroline du Nord. Ils ont un fils en 1956 et une fille en 1968. Leur fille, Carol Lawson, a interviewé Yvonne Clark pour la Society of Women Engineers (Société des femmes ingénieures) en 2007. Elle prend alors le nom de famille Clark.

### Mort
Yvonne Clark meurt chez elle à Nashville le 27 janvier 2019,.

## Travaux
Yvonne Clark passe de nombreux étés au Frankford Arsenal à faire des recherches sur les armes sans recul. Elle passe également un été à travailler avec la NASA à Huntsville, en Alabama, où elle se consacre aux moteurs Saturn V pour fusée. Elle passe ensuite un été au NASA Manned Spacecraft Center de Houston, aidant à concevoir les conteneurs que l'astronaute Neil Armstrong utilisera pour ramener des échantillons de Lune sur la Terre,. Dans les années 1960, au NASA Marshall Space Flight Center, Yvonne Clark travaille sur les points chauds de Saturn V et corrige le problème de la chaleur s'échappant de l'allumage.
Yvonne Clark effectue d'autres recherches, avec notamment la découverte de méthodes pour revitaliser et moderniser une partie du centre-ville grâce au Westinghouse's Defence and Space Center à Baltimore, dans le Maryland. À partir des années 1990, ses recherches portent sur les fluides frigorigènes. Elle est l'investigatrice principale du projet de recherche « Experimental Evaluation of the Performance of Alternative Refrigerants in Heat Pump Cycles » financé par le département de l'Énergie du Oak Ridge National Laboratory. Yvonne Clark est aussi la cheffe d'équipe de la division étudiante pour le projet financé par la NASA à l'université d'État du Tennessee appelé Center for Automated Space Science (Centre pour la science spatiale automatisée).

## Récompenses
- À partir de 1952 : membre et comité exécutif, Society of Women Engineers (Société des femmes ingénieures)[11]
- À partir de 1984 : membre de la Société des femmes ingénieures[11]
- 1990 : Prix du mécanisme de l'année, décerné par le chapitre étudiant de l'université d’État du Tennessee de l'ASME pour son soutien indéfectible à ses étudiants[11]
- 1977 : Women of Color Technology Award for Educational Leadership, par les US Black Engineers (Ingénieurs Noirs des États-Unis)[11]
- 1977 : Prix Adult Black Achievers du Northwest Family YMCA (Young Men's Christian Association) pour avoir été un modèle et un mentor pour les jeunes d'aujourd'hui[11]
- 1998 : Distinguished Engineering Educator Award[11],[13]
- 2001 : Distinguished Service Award de la Tennessee Society of Professional Engineers (TSPE) pour son leadership exceptionnel dans sa profession et ses contributions à la communauté[11]
- 2006 : Distinguished University Award du président de l'université d’État du Tennessee pour 50 ans de loyauté, de dévouement et de détermination au cours de sa carrière universitaire[11]
- 2008 : Prix de l'éducateur de l'année, par la sororité Delta Sigma Theta, chapitre Nashville Alumnae[11]
- Membre de la Société américaine de formation en ingénierie[11]
- Membre de la Société américaine des ingénieurs mécaniciens[11]